# Гривенко, Ирина Борисовна
Ирина Борисовна Гривенко (род. 5 ноября 1964 года) — российская пловчиха в ластах, тренер.

## Карьера
Выступала за Спортивный Клуб Флота (Баку).
На чемпионате мира 1980 года завоевала шесть наград, в том числе — три золотые.
В 1987 году участвовала в чемпионате Европы, с которого привезла две золотые и серебряную награды.
После распада СССР переехала в Москву. В 1996 году на чемпионате мира стала двукратной вице-чемпионкой.

## Образование
Окончила АзГИФКиС.
В настоящее время работает инструктором по физической культуре школы № 283 г. Москва.